# Philip de Lange
Philip de Lange (1705-17 de septiembre de 1766) fue un destacado arquitecto holandés-danés que diseñó muchos tipos diferentes de edificios en varios estilos, incluidos el barroco holandés y el rococó. 

## Biografía
Philip de Lange probablemente nació cerca de Estrasburgo y fue entrenado como albañil en los Países Bajos. Llegó a Copenhague, Dinamarca, en 1729, donde rápidamente ganó una reputación como arquitecto y maestro de obras. De Lange se casó dos veces: primero con Jacomine Pieters en La Haya (1724), luego con Anna Lucia Ehlers en Copenhague (1738).

## Obras
De Lange creó una gran cantidad de obras de diversos tipos, incluidos edificios civiles y militares, mansiones, casas de campo, almacenes, fábricas, iglesias y parques.
La influencia del Barroco holandés en sus primeros trabajos puede verse, por ejemplo, en las instalaciones que construyó para Ziegler, el pastelero, en Nybrogade 12 (1732). Aunque inicialmente parece haber sido inspirado por el trabajo anterior de Ewert Janssen, pronto parece haber sido influenciado por Elias Häusser y Lauritz de Thurah .
Al igual que Krieger, participó fuertemente en la creación de finas viviendas burguesas en Copenhague, especialmente las casas de dos aguas en Kobmagergade.
Sus logros más notables incluyen la Sede de la Compañía Danesa de las Indias Orientales en Christianshavn (1739), la Grúa de Masting en Holmen (1750) y la Mansión de Stephen Hansen en Helsingør (1763). También adaptó Glorup Manor en Funen al estilo barroco añadiendo un magnífico techo abuhardillado (1744).
Durante casi 30 años, de Lange fue el principal maestro de obras en la Estación Naval Holmen. Entre otras cosas, construyó 24 casas Nyboder de dos pisos desde 1754 hasta 1756.
De Lange se recuerda sobre todo por sus edificios finos y simples en el estilo rococó clásico. Un buen ejemplo es la iglesia Damsholte en la isla de Møn, la única iglesia del pueblo rococó en Dinamarca.

## Galería

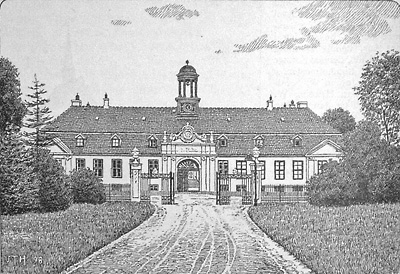
Glorup Manor 1898
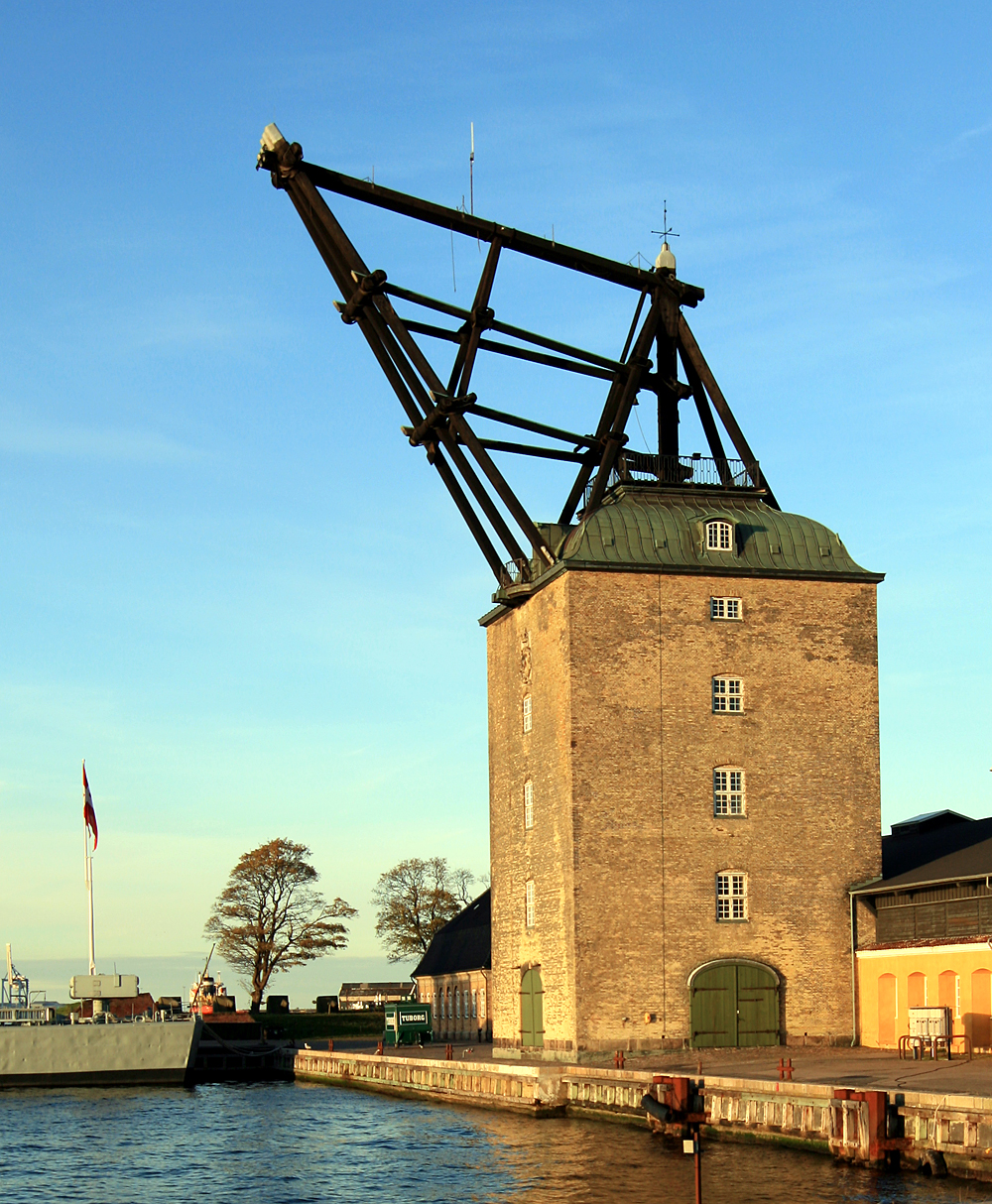
Masting Crane on Holmen
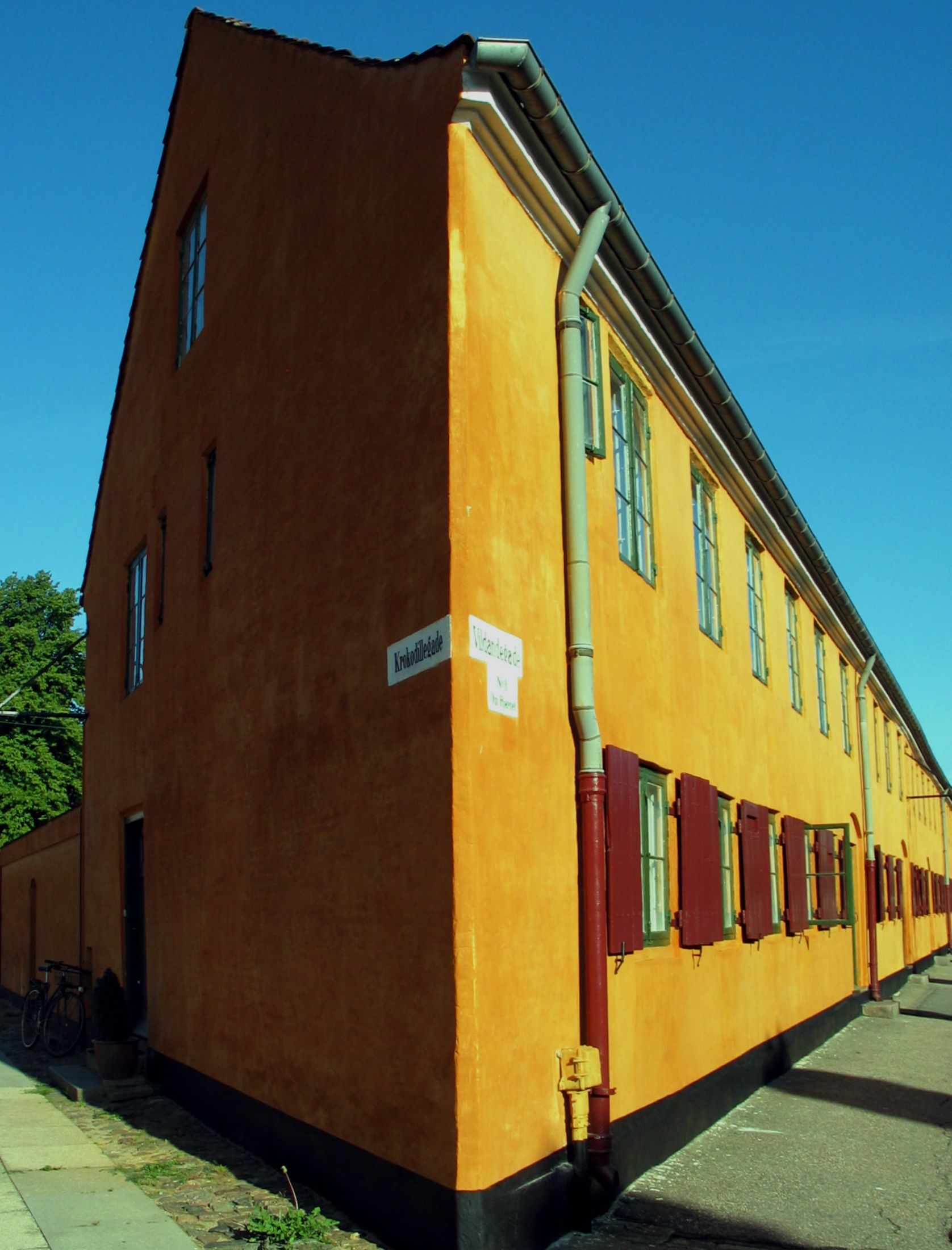
Nyboder
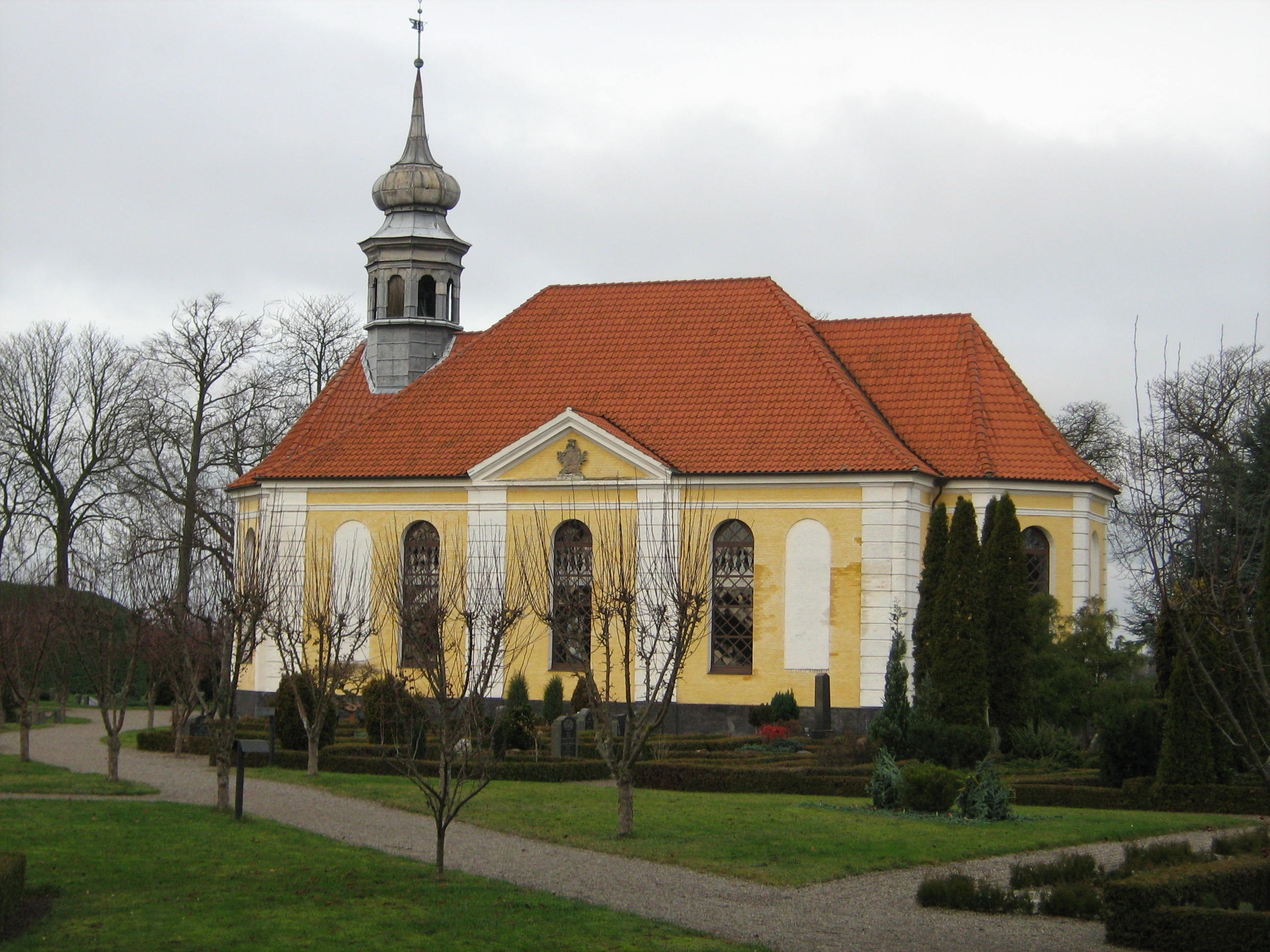
Damsholte Church, Møn